# 바벤베르크가
바벤베르크가(독일어: Die Babenberger)는 976년에서 1246년까지 오스트리아를 지배한 귀족 가문이다. 오늘날의 바이에른 땅인 프랑켄 밤베르크에서 발원했으며 카페 가와 함께 로베르 가의 방계이다. 바벤베르크 가는 오늘날의 오버외스터라이히, 니더외스터라이히, 슈타이어마르크에 해당하는 다뉴브강 유역에서 백작, 변경백, 공작을 지냈다.
바벤베르크 가의 적백적 가로 줄무늬 문장은 오늘날 오스트리아 공화국의 국기의 원형이 되었다.

## 같이 보기
- 오스트리아의 군주